# Dépression Méridienne

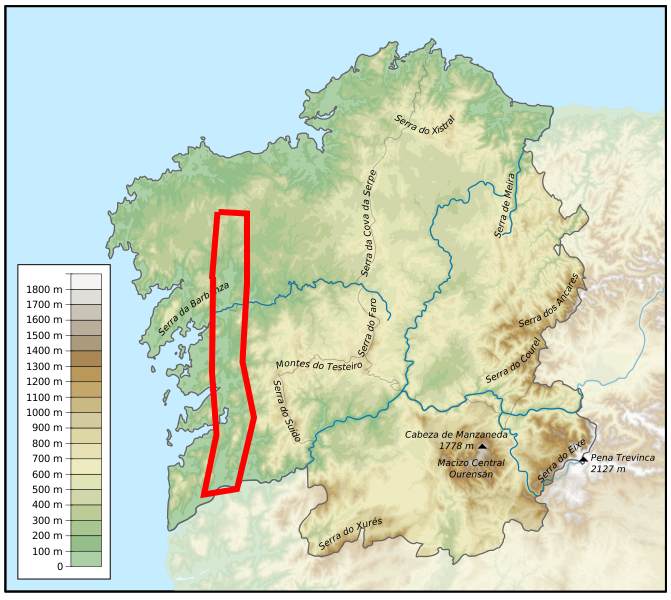
Situation de la Dépression Méridienne

La dépression méridienne est une formation naturelle de la géographie de la Galice en Espagne. Cette dépression géologique pourrait avoir son origine dans une faille, et va du nord au sud de la côte atlantique de Razo (Carballo) au fleuve Minho en passant par Tui, sur une longitude de 8º 40' ouest.
Elle est formée par une ligne de fractures qui s'insèrent dans les embouchures de la ria d'Arousa, de la ria de Pontevedra et la ria de Vigo, où commence respectivement l'embouchure des fleuves Ulla, Lérez et Verdugo .

## Géographie
Du nord au sud, la dépression méridienne s'étend de Carballo à Bembibre, nichée à côté du mont Castelo. La Grande Rivière, affluent de la Rosende, longe ce tronçon. Puis la dépression longe la vallée de la rivière Dubra jusqu'à ce qu'elle traverse la rivière Tambre, et continue jusqu'à Bertamiráns. Elle s'étend jusqu'à Padrón à travers la vallée du cours inférieur de la rivière Sar, et après avoir traversé la rivière Ulla, elle s'étend à travers Pontecesures et Valga.
Après Caldas de Reis, elle suit le cours de la rivière Chaín (à côté des cascades de la rivière Barosa ) et continue jusqu'à Pontevedra à côté de la rivière Rons. Après avoir traversé le Lérez, elle longe  la vallée de la rivière Gafos jusqu'à la ria de Vigo. Elle forme l'anse de San Simón entre Paredes et Redondela. Au sud, elle traverse la vallée de la rivière Louro d'O Porriño à Tui, formant les Gándaras de Budiño .

## Histoire
Cette formation naturelle a facilité la création de voies de communication entre les établissements humains créés dans la région. Ainsi, après la romanisation de la Galice, la via XIX de l'itinéraire d'Antonin traversait la dépression méridienne de Tui à Iria Flavia, où elle  se détournait vers l'est. Le Camino portugués suit ce tronçon. De plus, de Tui à Iria Flavia, la route N-550 et une partie de l'autoroute AP-9 traversent la dépression méridienne, ainsi que des tronçons de l'axe ferroviaire à grande vitesse atlantique .